# Skedhäck

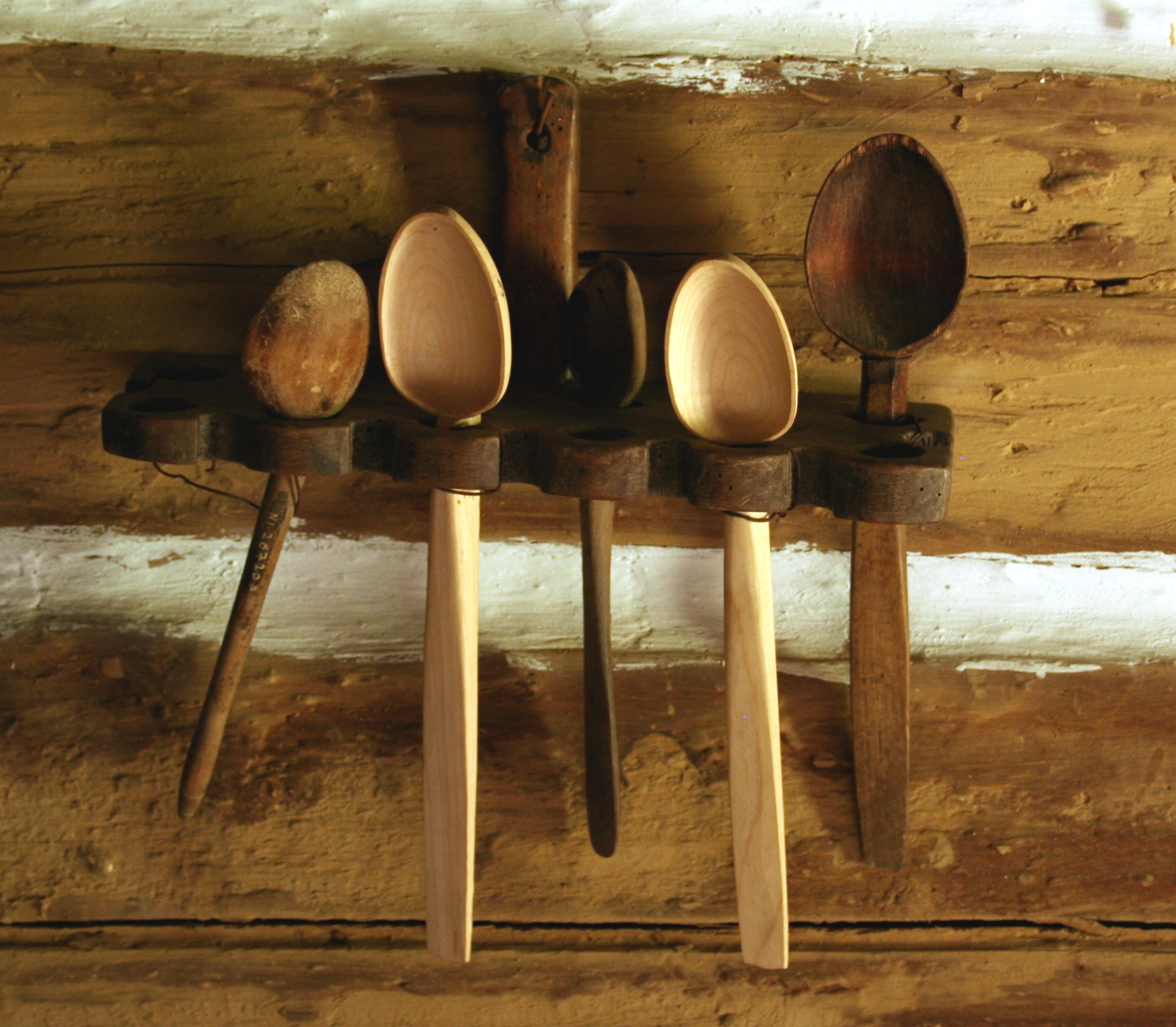
En skedhäck med träskedar i.

En skedhäck är ett husgeråd som används till hjälp för att förvara skedar mellan måltider. Skedhäcken användes under den period då skedar vanligtvis var i träutförande.
Skedhäcken är den häck som avses i talesättet "Att ha häcken full" som uttrycker att man har mycket att göra. Detta från den tid då man i intensiva perioder i jordbruket tog hjälp av andra utanför gården under exempelvis skörden. Detta ledde till att många skulle äta mat samtidigt och skedhäcken blev således efter måltid full. När häcken var full hade man mycket att göra.